# Siomara España
Siomara España Muñoz (Paján, 4 de enero de 1976) es una poeta ecuatoriana, ensayista, catedrática y crítica de arte y literatura.  Ha sido directora del área de literatura de la Casa de la Cultura Núcleo del Guayas. Profesora de segunda enseñanza; Catedrática de Literatura de la Universidad de Guayaquil; Directora de la Escuela de Literatura de la Facultad de Filosofía de la Universidad de Guayaquil; Directora de Investigación y Posgrado de la Universidad de las Artes Subdirectora de la Escuela de Literatura de la Uartes y docente de la misma institución.

## Trayectoria
Realizó sus estudios superiores en la Facultad de Filosofía de la Universidad de Guayaquil, donde obtuvo el título de Profesora de segunda enseñanza y posteriormente, la Licenciatura en Literatura y Español en la misma Universidad. Obtuvo el título de Magíster en Literatura comparada, teoría de la literatura y retórica en la Universidad Autónoma de Madrid (UAM) y en la misma universidad obtuvo el doctorado en Estudios Artísticos, Literarios y de la Cultura  donde obtuvo la mención Cum Lude, por alcanzar la puntuación sobresaliente (10/10), que solo se concede por unanimidad del tribunal evaluador mediante voto secreto individual, regulado por el RD 534/2013 por su tesis doctoral sobre El Universo Antropológico e la obra de Pablo Palacio. Un análisis biocrítico y psicocrítico desde la Poética de lo Imaginario.
Se ha desempeñado también como curadora y crítica de arte, en el 2019 realizó la curaduría de la muestra pictórica Matrices, que reunió a los pintores: Christian Moreano, Abdón Segovia, Gunther Córdova y Víctor Perdomo en una exposición en el Museo Municipal de Guayaquil. 
De la obra poética de Siomara España han escrito reconocidos escritores como: Fernando Nieto Cadena, Rodrigo Pesantez Rodas, Sonia Manzano, Fernando Boccanera, Verónica Aranda, Rafael Courtoisie, Chus Pato, Fernando Cazón Vera, entre otros.
El poeta Fernando Nieto Cadena dice sobre la poesía de Siomara España: 

Pienso que la búsqueda de un discurso personal para testimoniar/reproducir los embelecos amorosos es un reto para quien quiera explorar los laberintos con un discurso que no se apoltrone en las trivialidades del fraseo rutinario. Es un reto del que pocas veces los versificadores lograr salir ilesos. Digo versificadores como diagonalmente distintos a poetas. En este caso, el riesgo como dicen los mongólicos tartamudeos televisivos en los concursos, la prueba ha sido superada, precisamente porque los convencionalismos líricos como maldición gitana proclaman que las mujeres cuando escriben cantan al amor. Los oceánicos embates de lo ya dicho no pudieron doblegar con sus cantos sireneros a Siomara Españal, quien se instala en la aparente resignación para “ desde el vaivén de las ventanas/ donde los gatos rehúsen ronronearte /también he de nombrarte.” documentar los devenires de esa pasión que dicen es el amor. Pero no sólo el amor le preocupa y obsesiona. Sin que lleguen a los rigores de un feminismo lastimero ... la condición de la mujer es vista con mirada que va de la complicidad de género al desenfado autocrítico  para testimoniar la odisea de ser mujer en tiempos como los nuestros. Siomara confidencia: “Cuantas veces la mujer del miércoles/tiene que amarrarse el alma,/ vivir el delirio, la locura/y caminar sobre lo dicho,/caminar sobre sus palabras.

Rodrigo Pesantez Rodas, poeta y crítico literario ecuatoriano quien obtuvo el Premio José de Vasconcelos, dice en el prólogo del libro Concupiscencia:  

Siomara España juega con la apariencia de la sencillez expresiva para sacudirnos de la comodidad de lectores bien portados que disfrutan de una sesión de imágenes afortunadas. De pronto irrumpe con el corte de un bisturí a flor de piel: “Porque dios se asoma tras el humo de mis desventuras/ ...dios siempre fue conmigo un hombre generoso,/ porque dios es, un hombre generoso,/ que no se cansa/de inspirarme/ y de insultarme”. Retozo existencial que se reitera en Duelo: Porque cuando me recupere de los golpes/ contra puertas/ escaleras y ventanas,/entregaré a Abraham, a Isaac, y a todos los profetas/ los sacos de ceniza donde guardé los duelos de esta muerte.

Siomara España, quien resuelta a compartir hurtos y desvelos a la palabra mágica... donde las sensaciones y percepciones existenciales subyacen con nítidas alegorías bajo su piel de mujer inmersa en todos los laberintos de los cinco sentidos... dibuja y desdibuja la presencia y la ausencia de tiempos y espacios casi eróticos, sin recurrir a las oscuras zonas del lenguaje hirsuto, astilloso, crucigramado; y más bien la palabra se suaviza en la candela de las perceptibilidades, en vislumbre alegórico de excelente codificación:
“tu cuerpo incandescente me persigue/ Como perro a la espalda de mi abismo”
Entonces los fantasmas de la carne que devoró quedan guardados como botones en la caja azul de hechicería. Así de frontal es Siomara España. Así de verso en verso la desnudez hila sus asombros hasta “quemar las botas, el abrigo la camisa”
No pocos espacios estróficos de este libro en su mayor amplitud significativa, atesoran gratos niveles paradigmáticos del lenguaje, pues desde aquí consigue la poesía sus efectos más caracterizantes.

LA MUJER DEL MIÉRCOLES

Cuantas veces la mujer del miércoles desdobla el rostro,

lava sus pies

y camina sobre sus palabras.

Cuantas veces recorre los mismos caminos, transita las mismas calles,

ve los mismos semáforos,

observa los mismos mendigos,

sube las mismas nubes,

busca la misma cama...

Jorge Boccanera, el reconocido poeta argentino, al referirse a la obra de Siomara España manifiesta: 

Juegos visuales, audacia en la disposición tipográfica al modo de los caligramas de Huidobro e imágenes rotundas, sostienen el decir desenfadado de Siomara España quien, en tono de advertencia, escribe: “te contarán historias de naufragios/ te sacaran a rastras de esta casa”. Y resuelta y provocativa, en su poema “El regreso de Lolita” dice: “Yo soy Lolita/Así los Lobos esteparios/ me desenreden/ las trenzas con sus dientes,/ y me lancen/ caramelos de cianuro y goma”. No pasa desapercibido que los poetas de las últimas promociones emergen la cabeza en un tiempo de no solidaridad, de extremo individualismo, subjetividad así España alega que ha llegado: “el tiempo de los vasos rotos”. El epígrafe de un Pablo Palacio siempre irreverente y joven, colocado en uno de los textos de España, va en esta dirección: “Estoy viviendo la transición del mundo... dentro de mi están todos los siglos congelados, envejecidos y grávidos. yo tengo un amor de estos siglos; yo tengo un amor de esta volcadura ...

La premiada escritora, crítica y concertista ecuatoriana, Sonia Mazano, en un extenso estudio realizado en el 2008, sobre la poesía de Siomara España, expresa: 

Siomara España avanza hacia otros registros verbales, sin abandonar aquellos que van quedando atrás, a los que consolida en un solo memorial de poéticas. De ese memorial se nutre su impredecible estro para entregarnos resultantes de literaturidad manifiesta, como la contenida en “la casa vacía”, texto en que cada renglón es una imagen que entrega su aporte visible para llenar de ausencias entrañables un espacio tan solitario como el de un corazón en tinieblas. “No traigas más nadie a nuestra casa/así descubrirán nuestros absurdos/te llevarán lejos a otras playas/te contarán historias de naufragios/te sacarán a rastras de esta casa.

## Obra

### En antologías
Su obra forma parte de múltiples antologías de poesía ecuatoriana, latinoamericana e hispanoamericana, tales como:
- Arquitectos del Alba Casa del poeta Peruano – Perú- 2009
- Podemos mentirle al placer/15 poetas ecuatorianos del siglo XXI" Regia Cartonera, México 2010
- 13 Poetas del Ecuatorianos / Editorial Punto de Partida UNAM - México 2010
- Antología poética “Poesía en Paralelo O” 2010
- Antología poética “Imaginarios”  Embajada de Francia y El Quirofano Editores 2011
- Antología de la POESÍA ECUATORIANA CONTEMPORÁNEA / Javier Oquendo T. / México 2011
- Antología Cajita de Música, Poetas de España y América del siglo XXI Editores de Poesía, Madrid 2011
- Antología, Palabras para abrir un mundo/ Editorial Mar abierto, Manta - Ecuador 2011.
- Antología en francés, “Séparer le blanc de la Lumiére” 2012
- Antología Poética: “De la ligereza o velocidad que también es perfume”, Minis. Cultura del Ecuador 2012.
- Antología Festival de Poesía Ileana Espinel Cedeño, Guayaquil, Ecuador, 2012 a 2018
- Revista Amnios, La Habana, Cuba, 9-2012
- Multilingual Anthology The Americas Poetry Festival of New York, 2015
- Antología de poetas hispanoamericanas, Mujeres entre mares, Aula de poesía y humanismo de Baza, España 2016
- Nadie escapa de la poesía, Cosmopoética, Cordova, España  2016
- De Madrid al cielo, Editorial Verbum, Madrid, España, 2016
- En mitad de un equinoccio, Panorama de la poesía ecuatoriana contemporánea, Madrid, España 2017
- Al son de la garúa, Editorial Manthra, Quito Ecuador, 2017
- Salam, Antología de poesía, Hispanoárabe actual, Editorial El juglar, edición de Asunción Caballero, Madrid, España, 2017
- Antología de poesía, Festival de poesía de Medellín, Colombia, 2018
- Jardines en el Aire.[11] Antología en la que ha reunido poemas de sus anteriores publicaciones y ha sumado algunos versos inéditos.[12]

### Trabajo académico
Ha realizado trabajos académicos tales como:
- Ensayo:  “Medardo Ángel Silva, fugaz y crónico”, del libro La Ciudad fragmentada de Jean d´Agréve, Ediciones Uartes, Guayaquil, Ecuador 2019
- Ensayo: “Por la corriente del Manso Guayas, voces para un haiku”, del libro Viñetas portuarias, JLA EDICIONES, Guayaquil, Ecuador,  2019
- Ensayo:  Ileana Espinel Cedeño, “Diríase que canto”, del libro La canción sin retorno, Editorial Visor, España 2018
- Ensayo:  El realismo progresista de Pablo Palacio, Revista Quimera número 413 España, 2018
- Ensayo: “Coordenadas para un país secreto”, del libro En mitad de un Equinoccio, Editorial Polibea, España  2017
- Ensayo: “Servio Zapata, “De lo espiritual en el arte” a la poética de Kandinsky”, Libro publicado por Poligráfica, febrero de 2017
- Ensayo: “Un hombre muerto a puntapiés, poética de un relato policial”, Libro del III Simposio Nacional de Literatura Ecuatoriana Pablo, Casa de la Cultura Ecuatoriana "Benjamín Carrión" Núcleo de Loja, 2016/11
- Ensayo: “Medardo Ángel Silva, En la antesala de una generación decapitada”, Conferencia dada  en la Feria del libro de La Habana, Cuba 2015 y publicación Revista de la Facultad de Filosofía de la Universidad de Guayaquil, 04/01/2015
- Ensayo: “La nocturna seducción de Tánatos y Eros”, Estudio del libro Je Suis Malade[13] de la poeta de Dina Belrham,  El quirófano ediciones  08/2012
- Ensayo: “El Realismo de Pablo Palacio”, Conferencia dictada en el Centro Cultural Duce María Loynaz, La Habana Cuba 19/04/ 2012
- Ensayo: ‘Más allá de las palabras’, sobre el libro: Amanece Luz, de Mario Z. Puglisi, Editorial El Taller del Poeta, España, 2011
- Ensayo: ‘Dedicadencias’, sobre el libro de Ernesto Intriago, Colección literaria Almuerzo Desnudo #17,  Editorial Mar Abierto, Manta, Ecuador, 2011
- Ensayo: ‘Cuando el helio se vuelve poesía’, sobre el libro: ‘La mujer de helio’ de Dina Bellrham, Editorial El Quirófano, 2011
- Ensayo: ‘Gritos de Verano’, sobre el libro: ‘Summer Screams, de Francisco León Carrasco, Hipocampo editores, Perú, 2009
- Ensayo: “El soneto desde Petrarca a nuestros días”, Artículo publicado en la revista Antropofagia, Revista de reflexión y creación artística y cultural, 2008/05

### Obra poética
La mayor parte de sus obras literarias fue traducida a diferentes idiomas como el inglés, el francés, el portugués, el árabe y el japonés. 
Como poeta ha publicado los siguientes libros
- 2007 – Concupiscencia,  Editorial El Ángel, Quito, Ecuador.
- 2008 – Alivio demente,  Editorial Alpamanda, Quito, Ecuador.
- 2010 – De cara al fuego, Editorial El Ángel, Quito, Ecuador.
- 2012 – Contraluz, Editorial La One Wit Wonder Cartonera, Guayaquil.
- 2013 – Jardines en el aire, Editorial Mar Abierto, Manta, Ecuador.
- 2014 – El Regreso de Lolita,  Editorial El Quirófano, Guayaquil, Ecuador.
- 2016 – Construcción de los sombreros encarnados / Música para una muerte inversa, Editorial Polibea, Madrid.
- 2016 – Jardines en el Aire, Traducido íntegramente al árabe,  Editorial Hafa de Egipto-Alejandría.
- 2017 – De otros cielos y una luz al alba, Editorial La Chifurnia, El Salvador-Puerto Rico.
- 2017– La Maison vide” Traducción al francés por la editorial Encres Vives, Francia.
- 2018 – Celebración de la memoria, Editorial  Huerga y Fierro, Madrid, España.
- 2018  – Vigilia,  Universidad de Cuenca, Ecuador.

### Proyectos de investigación
- Tesis doctoral sobre: El universo antropológico en la obra de Pablo Palacio: un análisis biocrítico y psicocrítico desde la Poética de lo imaginario.
- El Canon: Escritoras y vidas dentro y fuera del canon
- El amorfino, La cultura popular ‘montuvia’, de la costa ecuatoriana.

## Premios, reconocimientos y distinciones
Siomara España ha recibido varios reconocimientos por su trabajo poético, por lo que ha sido invitada a gran cantidad de festivales, y ferias del libro como la de Guadalajara, México, Feria del libro de Lima, Perú; Feria del libro de La Habana, Cuba; Festival de poesía de Nueva York;  Festival de poesía de Puerto Rico; Festival de poesía en Casa Cultural América, ILF Houston 2017;   Festival de poesía de Medellín 2018; Festival de poesía en Granada Nicaragua en 2016; Decimotercera edición del Festival Cosmopoética celebrado en Córdoba (España) junto con otros 130 poetas de todo el mundo. Dos años después, en 2018, dentro del Festival Safi de literatura, en Marruecos, se realizó un homenaje y asistió como invitada.  y ha participado en varios encuentros literarios dentro y fuera de su país.
- Diploma de Honor Académico, otorgado por la Facultad de Filosofía, Letras y Ciencias de la Educación por haber obtenido las más altas notas de la especialización, Literatura y Español, Periodos 2006, 2007, 2008.
- Premio ‘Contenta’, Universidad de Guayaquil, 2009.
- Primer Premio Concurso de Poesía Universitaria ‘Universidad de Guayaquil’.
- Primer Premio en el Concurso Nacional de Poesía Juegos Florales‘Juegos Florales’, Casa de la Cultura Ambato, 2012.
- Distinción al Mérito Cultural ‘Leopoldo Benites Vinueza’, Universidad de Guayaquil, 2014.
- Matrícula de Honor por tesis y sustentación de Maestría, Universidad Autónoma de Madrid,[17] 2016
- Mención Cum Lude, Universidad Autónoma de Madrid, 2019
- Mención de honor en el concurso de poesía "David Ledesma Vásquez" Casa de la Cultura Ecuatoriana, Ecuador, 2016
- Mención de honor en el concurso Nacional de poesía César Dávila Andrade, Ecuador, 2017
- Reconocimiento al mérito cultural y profesional GAD Paján, 2019